# Poecilia orri
Poecilia orri es un pez de la familia de los pecílidos en el orden de los ciprinodontiformes

## Morfología
Los machos pueden alcanzar los 5,6 cm de longitud total.

## Distribución geográfica
Se encuentran desde el sur de México (Quintana Roo) hasta el norte de Honduras y Colombia (Islas de Providencia).